# Гахский государственный грузинский драматический театр
Гахский государственный грузинский драматический театр (азерб. Qax Dövlət Gürcü Dram Teatrı) — театр в селе Алибейли Гахского района Азербайджана.

## История
В декабре 2004 года Президент Азербайджана Ильхам Алиев издал указ о создании театра в селе Алибейли, где в основном живут грузины-ингилойцы. Театр был создан на базе Народного театра имени Ильи Чавчавадзе при сельском доме культуры, который функционирует в селе с 1985 года.

## Постановки
В 2010 году на сцене театра был поставлен одноактный спектакль по мотивам произведений драматурга Давида Ачгури «Состарившиеся холостяки» на азербайджанском языке.